# Singles Collection, Volume 2
| Críticas profissionais | Críticas profissionais |
| Avaliações da crítica  | Avaliações da crítica  |
| Fonte                  | Avaliação              |
| ---------------------- | ---------------------- |
| Allmusic               | [ 1 ]                  |

Singles Collection, Volume 2 é a compilação de b-sides e raridades da banda de celtic punk Dropkick Murphys, lançado em 8 de Março de 2005.[carece de fontes?] Ele contém músicas lançadas em singles, coletâneas e splits. Entre as músicas, duas são versões alternativas de músicas já lançadas em outros álbuns, cinco músicas foram escritas pela banda (sendo uma co-escrita com The Business) e as demais são covers. Os covers vão desde bandas de rock mainstream como AC/DC e Creedence Clearwater Revival à bandas de punk como Sham 69 e Cock Sparrer.

## Faixas
1. "21 Guitar Salute" (Andre Schlesinger) – 2:40
2. "Fortunate Son" (John Fogerty) – 2:38
3. "On the Attack" (Dropkick Murphys) – 1:26
4. "You're a Rebel" (Iron Cross) – 2:42
5. "Watch Your Back" (Mick Beaufoy, Steve Bruce, Steve Burgess, Colin McFaull) – 1:54
6. "Vengeance" (Shane MacGowan, K Bradley) – 2:38
7. "It's a Long Way to the Top (If You Wanna Rock 'n' Roll)" (Angus Young, Malcolm Young, Bon Scott) – 4:43
8. "Warlords" (The F.U.'s) – 2:23
9. "Alcohol" (Chris Doherty, Chuck Stilphen) – 1:54
10. "Pipebomb on Lansdowne (Dance Remix)" (Dropkick Murphys) – 2:00
11. "Nobody’s Hero" (Stiff Little Fingers, Gordon Ogilvie) – 3:42
12. "Mob Mentality" (Dropkick Murphys, The Business) – 2:18
13. "Informer" (The Business) – 1:56
14. "The Nutrocker (Nutty)" (Kim Fowley) – 1:17
15. "Rock 'n' Roll" (Phil Campbell, Würzel, Lemmy, Phil Taylor) – 3:27
16. "Hey Little Rich Boy" (Sham 69) – 1:29
17. "Never Again" (Angelic Upstarts) – 2:52
18. "Halloween" (Glenn Danzig) – 1:34
19. "Soundtrack to a Killing Spree" (Dropkick Murphys) – 1:36
20. "Wild Rover" (Tradicional, Dropkick Murphys) – 3:24
21. "Working" (Mick Beaufoy, Steve Bruce, Steve Burgess, Colin McFaull) – 2:38
22. "Victory" (Michael J. Shea) – 1:43
23. "We Got the Power" (Dropkick Murphys) – 2:46